# Schloss Titting

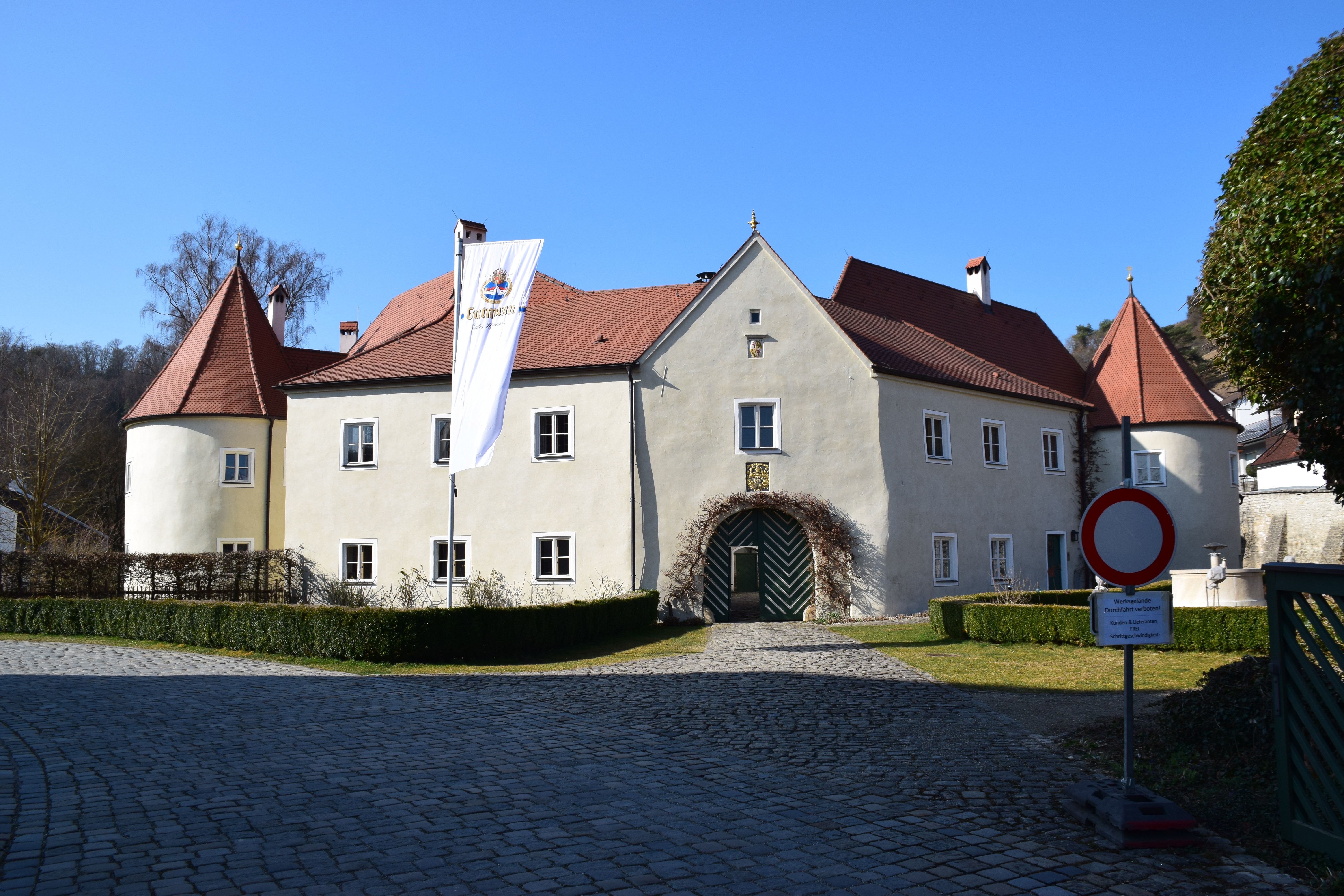
Schloss Titting (2022)

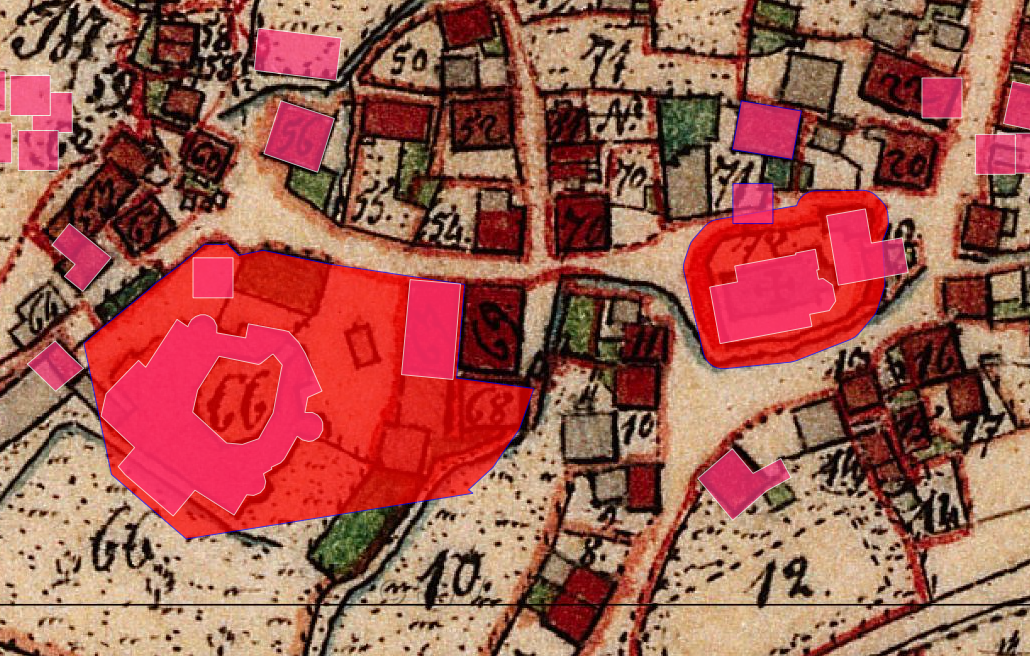
Lageplan von Schloss Titting auf dem Urkataster von Bayern

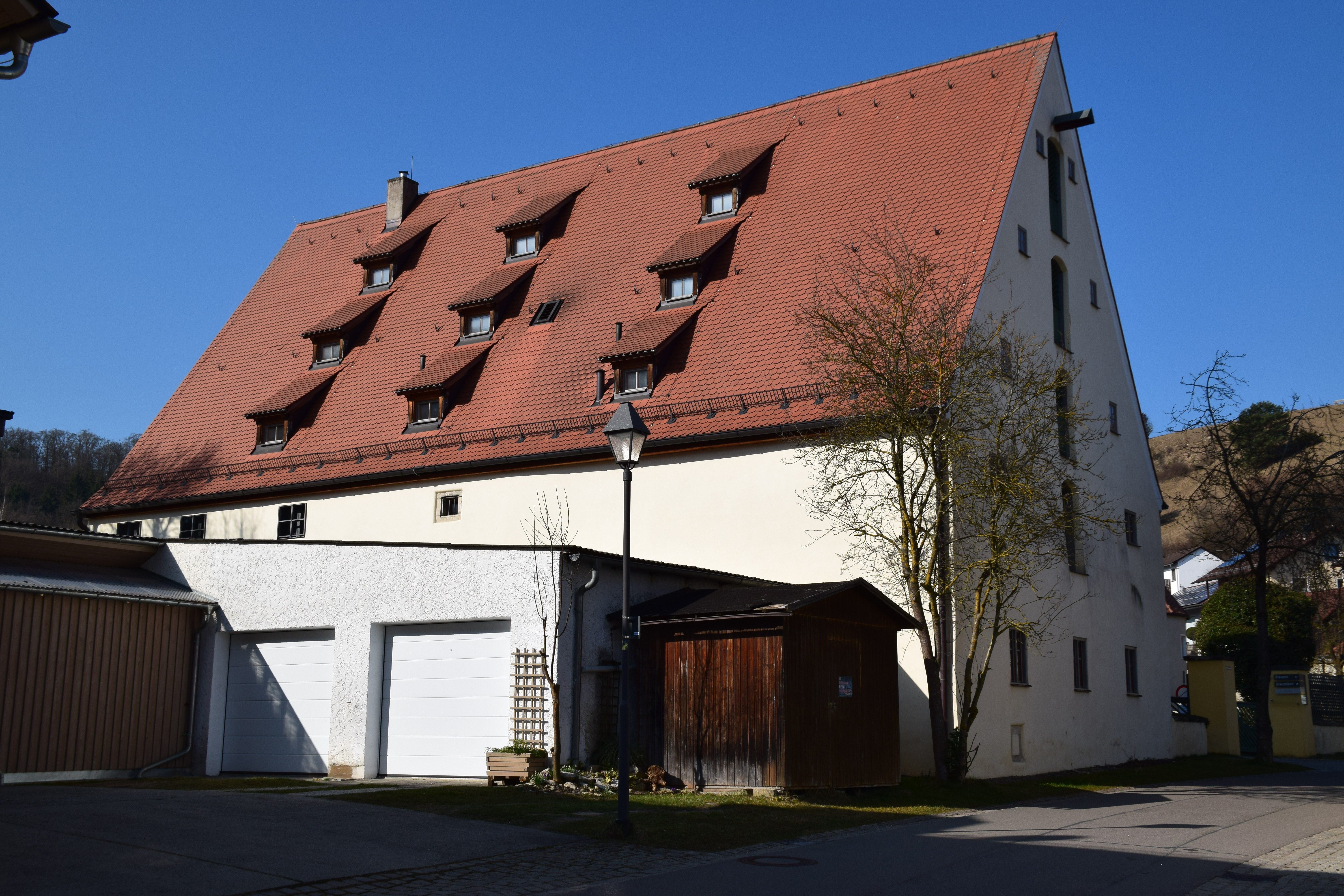
„Ochsenhaus“ von Schloss Tittlinhg

Das Schloss Titting ist ein ehemaliges Wasserschloss im gleichnamigen Markt Titting im oberbayerischen Landkreis Eichstätt. Die Anlage ist unter der Aktennummer D-1-76-164-3 als Baudenkmal verzeichnet. „Mittelalterliche und frühneuzeitliche Befunde im Bereich von Schloss Titting“ werden zudem als Bodendenkmal unter der Aktennummer D-1-7033-0089 geführt.

## Lage
Das Schloss liegt etwa 80 m westlich der Pfarrkirche St. Michael von Titting am Fuße des Kreuzbergs. Der nicht mehr bestehende Wassergraben wurde von einem Nebenzweig der Anlauter gespeist.

## Geschichte
Das Schloss wurde vermutlich als Turmhügelburg von den Edlen von Titting erbaut, die zwischen 1130/40 und 1237 bezeugt sind. 1356 kam es an die Herren von Hofstetten. Weitere Besitzer waren um 1400 die Herren von Bechthal, um 1414 die Herren von Erlingshofen und zwischen 1450 und 1535 die Herren von Lidwach aus Pleinfeld. 1535 erwarben die Pfalzgrafen von Neuburg den Besitz. Pfalzgraf Ottheinrich beginnt hier 1542 mit der Einführung des evangelischen Glaubens. Aber dies endete bereits 1544, als Bischof Moritz von Hutten das Schloss für das Hochstift Eichstätt erwarb; es diente von 1544 bis 1707 als fürstbischöfliches Pflegamtsschloss. Zwischen 1817 und 1855 war es im Besitz des Maximilian Herzog von Leuchtenberg, dann fiel es an den Staat Bayern, der es 1855 an die Familie Gutmann verkaufte; diese Familie ist auch heute noch im Besitz des Schlosses und der dortigen Brauerei.

## Beschreibung
Das Schloss ist im Kern eine spätmittelalterliche Weiherhausanlage, die von 1535 bis 1539 um- bzw. neugebaut wurde. Die Gebäude bilden einen unregelmäßigen achteckigen Innenhof; an der Ost- und Westseite befindet sich je ein dreiviertelrunder Befestigungsturm aus dem 16./17. Jahrhundert. Die zweigeschossigen Gebäudeflügel sind mit Satteldächern ausgestattet, an der Nordseite befindet sich ein übergiebelter Torbau aus dem 16. Jahrhundert. Der Torbau an der Nordfront trägt die Wappen der Fürstbischöfe Marquard II. Schenk von Castell von 1645 und Johann Anton I. Knebel von Katzenelnbogen von 1707. Südwestlich im Hof befand sich eine Brauerei, die durch den Fürstbischof von Eichstätt errichtet wurde. Diese ist ein mächtiger zweigeschossiger Satteldachbau mit in einem Gewölbe untergebrachter Malzdarre von 1710, das Brauereigebäude wurde 1902 ausgebaut und erhöht. Zu dem Ensemble gehören Stütz- und Einfriedungsmauern aus dem 18. Jahrhundert. Nordwestlich befindet sich ein kleines zweigeschossiges Nebengebäude mit einem Walmdach auf einem hohen Kellergeschoss in Art eines Turmpavillons mit der Jahreszahl 1786. Westlich davon liegt ein großes massives Wirtschaftsgebäude (das sogenannte Ochsenhaus); dieses ist ein zweigeschossiger Steilsatteldachbau mit dreigeschossigem Giebel und Aufzugsluken mit den Jahreszahlen 1707 und 1786. Zwischen 2007 und 2009 erfolgte die Instandsetzung des Marstalls und zwischen 2011 und 2014 der gesamten Schlossanlage. Bereits 2004 hatte die Familie Gutmann für ihr außergewöhnliches Engagement bei der Rettung historischer Bauten den Denkmalpreis der Hypo-Kulturstiftung erhalten.